# Samuel Guy Inman
Samuel Guy Inman (Trinity, Texas, 24 de junio de 1877- New York, 19 de febrero de 1965). Fue misionero protestante, profesor universitario, escritor y reformador social. Su preocupación sobre las relaciones continentales lo llevó a ser un observador agudo de las conferencias panamericanas, donde apeló para la construcción de un interamericanismo como un más igualitario. Ayudó a formular la "política de buena vecindad" durante la presidencia de Franklin D. Roosevelt.

## Biografía

### Educación
En 1897 se matriculó en Add-Ran Christian University (ahora Universidad Cristiana de Texas, en Houston) y después de dos años se trasladó a la Universidad de Kentucky (más tarde Colegio de Transilvania) y luego a la Universidad de Columbia donde realizó su licenciatura en derecho entre 1899 y 1904 y en la misma institución, obtuvo el grado de maestría en 1923.

### Familia
Nació el 24 de junio de 1877 en una familia protestante (Joel B. Inman y Caroline Rodgers), pero quedó huérfano muy joven por lo que se trasladó a Houston para vivir con Ed y Martha Kneeland. El 31 de mayo de 1904 se casó con Bessie Winona Cox, con quien tuvo cinco hijos: Wenonah, Anita, John Raymond, Joyce Emily y Robert Edward. Los primeros tres nacieron antes de 1915 en México, los últimos dos en Nueva York.

### Carrera profesional
En 1901 aceptó ser asistente del pastor (ministro religioso) de la Primera Iglesia de los Discípulos de Cristo (más tarde de Park Avenue Christian Church) en Nueva York. En 1904 se convirtió en pastor de la Iglesia Tabernáculo en Fort Worth pero al poco tiempo inició su labor como misionero protestante en México. Primero se ubicó en Monterrey donde con el apoyo de la The Christian Woman's Board of Missions CWBM, trabajó junto con Bertha Caroline Mason Fuller, -quien ya había estado en la misión de Juárez desde 1897 con Merrit L.Hoblit’s-, para reorganizar la congregación al revivir la escuela e iniciar la casa del evangelista. Uno de los líderes de esa misión fue Thomas Westrup, quien junto con su hijo Enrique Westrup y Felipe Jiménez enseñaron entre 1905 y 1908 en  pequeños poblados y comunidades en Cohauila con el apoyo de la CWBM. Establecieron congregaciones y escuelas para formar a los mexicanos cristianos que servirían de líderes de la congregación. En 1908 se trasladó a Ciudad Porfirio Juárez (ahora Piedras Negras, Coahuila) donde entre 1907 y 1908 fundó El Instituto del Pueblo, el cual dirigió hasta 1915. En esa ciudad inicia una amistad con Venustiano Carranza cuando este llegó a la frontera para reunirse con Francisco I. Madero, convirtiéndose las instalaciones del Instituto del Pueblo en cuartel general de las tropas carrancistas. Tras la invasión de Veracruz (1914) por las tropas estadounidenses, los misioneros tuvieron que abandonar el país. En 1913 con el apoyo del CWBM, fundó en San Antonio el Instituto Mexicano del cristiano (más tarde, llamado en su honor el Centro Cristiano Inman).
Poco después, tras su regreso a Nueva York, fue nombrado secretario del Comité de Cooperación en América Latina, donde trabajó con Robert Elliott Speer desde 1915 hasta 1939. La finalidad del comité era convertir al protestantismo a los líderes latinoamericanos, quienes a su vez tomarían medidas para elevar el carácter moral del pueblo a través de la educación. Criticaron las intervenciones estadounidense y establecieron un diálogo con la iglesia católica en latinoamericana. Para organizar esta labor se realizaron tres congresos de trabajo cristiano en Panamá (1916), Montevideo (1925) y La Habana (1929). Como órgano de difusión del Comité y para establecer lazos con intelectuales latinoamericanos, Inman fundó la revista La Nueva Democracia (1919), la cual dirigió hasta1938.
Con la publicación de su libro Intervention in México (1919) Inman comenzó una carrera como escritor sobre los asuntos interamericanos publicando numerosos artículos y libros sobre las relaciones entre los países latinoamericanos y los Estados Unidos. A partir de 1923 y hasta 1954 asistió a todas las Conferencias Panamericanas al tiempo que dictaba conferencias y cursos sobre el tema en distintas universidades estadounidenses. Ayudó a formular la política del "Buen Vecino" durante la presidencia de F.D. Roosevelt. Entre marzo de 1933 y diciembre de 1935, junto con James Grover McDonald, Alto Comisionado de la Liga de las Naciones para los Refugiados de Alemania, recorrió las repúblicas latinoamericanas en busca de un nuevo hogar judíos y otros refugiados alemanes.
En los años inmediatos a la posguerra, Inman fue en general, un crítico de la política exterior de los Estados Unidos hacia América Latina. En 1947 fue invitado por el gobierno argentino y en ese mismo año realizó una entrevista Arévalo de Guatemala (1950) sobre la posición en contra de los Estados Unidos. El 3 de marzo de 1950, Inman fue condecorado con el Águila Azteca de México por el gobierno mexicano por su devoción a la cooperación interamericana y por sus esfuerzos en favor de la democracia revolucionaria de México. En 1951 realizó una misión diplomática a Brasil y en 1960 fue a Cuba como invitado de los revolucionarios. Durante los años 1950 y 1960 Inman continuó trabajando por la paz mundial, a pesar de que apoyó las guerras contra el comunismo.

## Publicaciones
- Christian Cooperation in Latin America. New York: Committee on Cooperation in Latin America, 1917.
- Intervention in Mexico. New York: Association Press, 1919
- Through Santo Domingo and Haiti: A Cruise with the Marines. New York: Committee on Cooperation in Latin America, 1919.
- Problems in Pan Americanism. New York: George H. Doran Co., 1921.
- South America today; social and religious movements as observed on a trip to the southern continent in 1921. New York, Committee on Cooperation in Latin America,1921.
- Pan American conferences and their results, 1923
- Inman, Samuel Guy. Hacia la solidaridad americana. Madrid D. Jorro, 1924.
- Ventures in inter-American friendship. New York, Missionary, 1925
- Christian Work in South america. Official report of the Congress on Christian work in South America at Montevideo, Uruguay, april, 1925. Committee on Cooperation in Latin America, Fleming H. Revell Company,1925.
- Problems in Pan Americanism. London George Allen and Unwin,1926.
- Conferencias dadas en la Universidad Nacional de México en el verano de 1927/por Samuel Guy Inman. México, D.F. Taller Gráfico De la Nación, 1929.
- Evangelicals at Havana; being an account of the Hispanic American Evangelical Congress, at Havana, Cuba, June 20-30, 1929. New York, Committee on Cooperation in Latin America, 1929.
- Trailing the Conquistadores. New York Friendship, 1930.
- América revolucionaria conferencias y ensayos, prólogo de Arturo Capdevila).Javier Morata, Madrid,1933.
- Social and International Conflicts in Latin America. New York, The Church peace unión, 1933
- Inter-American conference for the maintenance of peace. [Philadelphia, Friends' peace committee, 1936
- Latin America, its place in world life. Chicago, Ill.Willett,Clark, 1937.
- Democracy versus the totalitarian state in Latin America. Philadelphia, Pan American Academy of Political and Social Science, 1938.

- El destino de América latina (Latin America's place in world life) Traducido por R. Elizalde; prefacio de Luis-Alberto Sánchez. Published:  Santiago de Chile, Ediciones Ercilla, 1941.
- A history of Latin America for schools. New York The MacMillan, 1944.
- What the South Americans think of us. New York, R.M. McBride & Company. 1945.
- The Inter-American Defense Treaty. An Appraisal. New York : Commission on the World Community, National Peace Conference, 1948
- Andrés Bello a South American humanist. Lexington, Mass. University of Kentucky, Margaret I. King Library, 1949.
- A new day in Guatemala; a study of the present social revolution. Wilton, Conn., Worldover Press,1951.
- The ever-nearer Near East; report on a study tour, with glimpses of Greece, Turkey, Lebanon, Syria, Jordan, Egypt, and Israel. Wilton, Conn., Worldover Press, 1955.